# Expressed emotion
De term expressed emotion verwijst naar de houding van familieleden en andere naasten ten opzichte van een psychiatrisch patiënt. Het begrip werd beschreven in het kader van onderzoekingen naar het voorkomen van herhaalde psychoses. Expressed emotion staat voor de mate waarin kritiek, vijandigheid of emotionele overbetrokkenheid wordt geuit naar een persoon. Het blijkt psychiatrische problemen zoals een depressie in stand te houden of nieuwe psychotische episodes te kunnen uitlokken. De term zou vertaald kunnen worden als geuit gevoel. Het Engelse begrip is een haast universele standaardterm geworden, die ook in het Nederlands veelvuldig wordt gebruikt. Vaak wordt zelfs de afkorting 'EE' gehanteerd.

## Attitudes
De intensiteit van de verbale en/of non-verbale uiting van de attitudes kritiek, vijandigheid en overbetrokkenheid vormt de basis van wat met het begrip expressed emotion wordt bedoeld. Men onderscheidt gradaties van lage tot hoge expressed emotion, afhankelijk van de mate waarin de betrokkene uit de naaste omgeving van de patiënt hoog scoort op één of meerdere van de genoemde componenten:

### Kritiek
De factor kritiek verwijst naar het aantal kritische opmerkingen die betrokkene maakt over de patiënt. Hierbij wordt rekening gehouden met zowel de inhoud van de opmerkingen als met de toon waarop ze geuit worden. Een opmerking geldt als kritiek wanneer die een duidelijke afkeuring inhoudt van specifiek gedrag van de patiënt. 
- Voorbeeld: "Iedere keer opnieuw moet ik weer vragen of hij de tafel wil afruimen als hij gegeten heeft en de helft van de tijd doet hij het dan nog niet."

### Vijandigheid
Vijandigheid is de uitdrukking van een veralgemeende negatieve houding tegenover de patiënt zelf, eerder dan tegenover specifiek gedrag.
- Voorbeeld: "Het is gewoon een egoïst."

### Emotionele overbetrokkenheid
Emotionele overbetrokkenheid bestaat uit ofwel overdreven emotionele reacties op de ziekte van de patiënt ofwel sterk overbeschermend gedrag.
- Voorbeeld: "Opgenomen in een psychiatrisch ziekenhuis, mijn zoon! Je kunt je niet voorstellen hoe erg dat is. Dat houdt hij niet vol; niemand kan dit aan!" Of: "Iedere dag breng ik zijn lievelingseten naar het ziekenhuis. Ik zal voor hem blijven zorgen, zolang ik leef."

Naast deze drie componenten zijn er in dit verband nog twee aanvullende uitingsvormen van emoties te onderscheiden, maar onderzoek toonde aan dat die minder belangrijk zijn:

### Warmte en positieve opmerkingen
Warmte verwijst vooral naar de toon van de stem. Anders dan bij kritiek is de toon van de stem in dit geval positief. Positieve opmerkingen zijn duidelijk waarderende opmerkingen over de patiënt. 
- Voorbeeld: "Het blijft een goede vader."

## Oorsprong van het begrip
De eerste publicatie over het belang van expressed emotions en onderzoek ernaar verscheen in 1958. De groep rond G.W. Brown was de eerste die een samenhang ontdekte tussen de omgeving waarin patiënten met schizofrenie terechtkwamen na ontslag uit een ziekenhuis en de kans op het behouden van een stabiele situatie of terugval (herval). Ze ontwikkelde ook het belangrijkste meetinstrument voor EE en de verschillende componenten ervan: het Camberwell Family Interview.
Een belangrijke doorbraak met betrekking tot het begrip expressed emotion kwam er pas in 1976, toen Christine Vaughn en Julian Leff een aantal artikels publiceerden met EE als het centrale thema. Hierna werd EE meer en meer een standaardbegrip. Er volgde wereldwijd veel onderzoek.

## Meten van expressed emotion
Er werden verschillende instrumenten ontwikkeld om EE te meten. Het bekendste is het Camberwell Family Interview, een semi-gestructureerd vraaggesprek dat als standaardmaat voor EE geldt. In dit gesprek wordt nagegaan hoe de betrokkenen denken over hun zieke familielid. Daarbij wordt zowel gelet op wat ze zeggen als op de emotionele toon waarop ze zich uitspreken. Van dit interview bestaan intussen een aantal variaties, waarvan de afnameduur schommelt tussen 45 minuten en meer dan 2 uur. Om efficiënter onderzoek te kunnen doen werd gezocht naar kortere instrumenten. Het bekendste voorbeeld daarvan is de Five Minute Speech Sample, maar er zijn er nog andere.

## Onderzoeksbevindingen
Heel wat onderzoek toont aan dat er een duidelijk verband is tussen terugval bij schizofrenie en de mate van expressed emotion vanuit de omgeving die sterk op de patiënt betrokken is. Patiënten die in contact komen met naasten met hoge EE hebben veel meer kans om terug te vallen (hervallen) gedurende de periode na een psychose. Meestal werden patiënten 9 maanden tot een jaar gevolgd. Meerdere onderzoeken vonden zelfs een hogere kans op heropname in een psychiatrisch ziekenhuis tot 7 jaar of meer na ontslag. De terugvalpercentages (hervalpercentages) kunnen fors verschillen. Bij hoge-EE-situaties zijn na 9 maanden terugvalpercentages gevonden van boven de 50%, terwijl die bij lage-EE-situaties soms onder de 20% liggen. Vooral de componenten kritiek en emotionele overbetrokkenheid zijn daarbij van grote invloed. De invloed van expressed emotion op terugval na psychose wordt teruggevonden in verschillende culturen, hoewel de componenten die daarbij van belang zijn kunnen verschillen. Vooral kritiek lijkt een vrij universele uitlokkende factor te zijn. Anderzijds kunnen de componenten warmte en positieve opmerkingen soms beschermende factoren zijn.

## Geen oorzaak ziekte
Het uiten van sterke emotionele betrokkenheid is geen abnormaal gedrag. Het is veeleer een normale reactie uit bezorgdheid over de zieke. Daarom komt een hoge EE in families en andere situaties ook betrekkelijk veel voor. Voor een kwetsbaar persoon is het echter een voordeel als er anders wordt gereageerd.
Omdat expressed emotion normaal gedrag is, kan verondersteld worden dat ook hulpverleners soortgelijke reacties vertonen tegenover patiënten. Verschillende studies bevestigen dit. Omdat een hoge EE een negatieve invloed heeft op het functioneren van patiënten, is het belangrijk dat hulpverleners zich hiervan bewust zijn zodat zij hun houding kunnen bijstellen.
Een hoge expressed emotion kan nooit de oorzaak zijn van een ziekte. Iemand die er geen aanleg voor heeft zal ook na jarenlange blootstelling aan een hoge-EE niet psychotisch worden. Voor een persoon met eerdere ervaringen is het echter een niet te onderschatten uitlokkende factor voor terugval. In kwetsbaarheid-stress-modellen van schizofrenie wordt EE als een stressbron beschouwd.

## Beïnvloeden van expressed emotion
Door onderzoek werd niet alleen na gegaan of er een verband was tussen expressed emotion en terugval bij psychose: er werd ook gekeken naar mogelijkheden een hoge EE te beïnvloeden, met het oogmerk ze te verlagen. Vervolgens werd nagegaan of dit ook de kans op terugval verminderde. Het bleek dat expressed emotion uit de omgeving van de patiënt op twee manieren verlaagd kan worden:
- Minder contact met naasten die een hoge EE tentoonspreiden
- Het niveau van EE van die naasten verlagen

Beide manieren kunnen werken. Het verlagen van expressed emotion betekent dat verwanten leren neutraler en minder emotioneel geladen te reageren op de patiënt. Enkele onderzoeken vonden dat via uitgebreide psycho-educatie aan families het EE-niveau kon verlaagd worden en dat dit terugval verminderde of uitstelde. Omdat het om diepgewortelde reactiepatronen gaat is een korte training onvoldoende.

## Expressed emotion en andere problemen
Expressed emotion is bekend geworden als factor die de kans op terugval vergroot bij schizofrenie. Intussen is duidelijk geworden dat hoge EE ook terugval bij andere problemen kan uitlokken. Dat geldt voor depressie, manie, eetstoornissen, verslaving en zelfverwonding bij adolescenten. Bij borderline-persoonlijkheidsstoornissen werd geen verhoogde terugval gevonden.
Hoge expressed emotion blijkt dus een stress-factor te zijn die invloed heeft bij uiteenlopende problemen.